# Sebastiano Veniero (sous-marin, 1938)
Pour les articles homonymes, voir Sebastiano Veniero (sous-marin).
Le Sebastiano Veniero (fanion « VN ») est un sous-marin italien  de la classe Marcello, construit à la fin des années 1930 pour la Marine royale italienne.
Le nom du sous-marin est un hommage à Sebastiano Veniero (1496-1578), 86e doge de Venise, qui était le capitaine général Da Mar et a organisé la campagne navale qui a abouti à la bataille de Lépante, à laquelle il a participé à l'âge de 75 ans.

## Conception et description
Les sous-marins de la classe Marcello ont été conçus comme des versions améliorées de la précédente classe Glauco. Ils ont un déplacement de 1 043 tonnes en surface et 1 290 tonnes en immersion. Les sous-marins mesuraient 73 mètres de long, avaient une largeur de 7,19 mètres et un tirant d'eau de 5,1 mètres.
Pour la navigation de surface, les sous-marins étaient propulsés par deux moteurs diesel de 1 800 cv (1 342 kW), chacun entraînant un arbre d'hélice. En immersion, chaque hélice était entraînée par un moteur électrique de 550 chevaux-vapeur (410 kW). Ils pouvaient atteindre 17,4 nœuds (32,2 km/h) en surface et 8 nœuds (15 km/h) sous l'eau. En surface, la classe Marcello avait une autonomie de 7 500 milles nautiques (13 900 km) à 9,4 noeuds (17,4 km/h), en immersion, elle avait une autonomie de 120 milles nautiques (220 km) à 3 noeuds (5,6 km/h).
Les sous-marins étaient armés de huit tubes lance-torpilles internes de 53,3 cm, quatre à l'avant et quatre à l'arrière. Une recharge était arrimée pour chaque tube, ce qui leur donnait un total de seize torpilles. Ils étaient également armés de deux canons de pont de 100 mm et de quatre mitrailleuses de 13,2 mm pour le combat en surface.

## Construction et mise en service
Le Sebastiano Veniero est construit par le chantier naval Cantieri Riuniti dell'Adriatico (CRDA) de Monfalcone en Italie, et mis sur cale le 23 janvier 1937. Il est lancé le 14 février 1938 et est achevé et mis en service le 5 juin 1938. Il est commissionné le même jour dans la Regia Marina.

## Histoire du service
Une fois opérationnel, le Veniero a été stationné à Naples au sein du 2e groupe de sous-marins, où il a été employé à des tâches de formation de 1938 à 1940..

### 1940
Lorsque l'Italie est entrée dans la Seconde Guerre mondiale, le Veniero était stationné à La Spezia, faisant partie de la XIIe escadrille de sous-marins (Cappellini, Faà di Bruno, Mocenigo, Glauco, Otaria) du I Grupsom (1er groupe de sous-marins).
Le même jour de la déclaration de guerre, le 10 juin 1940, le sous-marin a quitté la base pour une mission d'embuscade au sud du cap d'Antibes (Méditerranée occidentale), dont il est revenu le 21 juin, sans avoir obtenu de résultats. Il a donc été décidé de l'envoyer dans l'océan Atlantique.
Le 2 juillet 1940, le Veniero appareille de La Spezia sous le commandement du capitaine de corvette Folco Bonamici,. Dans la nuit du 7 au 8 juillet, il entreprit la traversée du détroit de Gibraltar en immersion, comme il en avait reçu l'ordre de Maricosom, mais à 5h30 du 7 juillet, à 10 milles nautiques  par 50° de Punta Almina il repéra un destroyer en navigation obscurcie et il plongea pour ne pas être vu (avec un cap de 260° et même des moteurs en avant), effectuant ainsi, premier parmi les sous-marins italiens, la traversée du détroit en immersion (et sans problèmes particuliers, malgré les dangereux courants sous-marins),,. À deux heures de l'après-midi, le sou-marin a émergé à 6 milles nautiques par 36° de la pointe de Tarifa, puis il a plongé à nouveau à 75 mètres de profondeur, remontant progressivement en raison des eaux peu profondes, rencontrant des difficultés à se diriger et à maintenir son cap et sa profondeur. À 15h50, le Veniero se rend à la profondeur de périscope et aperçoit d'abord un destroyer puis la ville de Tanger. À bord, on s'aperçoit que, à cause du courant, le sous-marin avait été dévié par le courant vers le cap Spartel. À 20h40, enfin, le sous-marin fait surface à 10,5 milles nautiques par 293° du cap Spartel, et commence à naviguer en surface avec un cap de 260° et une vitesse de 8 noeuds. Après avoir passé le détroit, le Veniero s'est dirigé vers un tronçon maritime entre les Açores et les Canaries, zone qui lui avait été assignée pour l'embuscade, mais il n'a pas trouvé de navires ennemis et a donc dirigé pour le retour la traversée du détroit dans la nuit du 27 au 28 juillet, toujours en immersion,,. Le Veniero a donc été le premier sous-marin italien à traverser le détroit de Gibraltar en immersion tant pour l'aller que pour le retour. Le 1er août, le sous-marin s'est amarré sur son propre quai à La Spezia,.
Entre août et septembre, l'unité a subi des travaux de modification dans l'arsenal de La Spezia pour l'adapter aux conditions de l'Atlantique.
Le 28 septembre, le Veniero, qui fait partie du groupe "Da Vinci", est parti avec un nouveau commandant, le capitaine de corvette Manlio Petroni, pour une nouvelle mission dans l'Atlantique, différente de la précédente car le retour ne se fera pas en Méditerranée, mais à la nouvelle base atlantique italienne de Betasom, située dans la ville française de Bordeaux. Le 3 octobre, le sous-marin a plongé sans problème dans le détroit de Gibraltar, puis s'est dirigé vers sa zone d'embuscade, au sud des îles Açores, où il est arrivé quatre jours plus tard,. Le 26 octobre, n'ayant repéré aucun navire mais ayant maintenant épuisé son autonomie, le Veniero quitte la zone et se dirige vers Bordeaux,. Le 2 novembre, alors qu'il naviguait en zigzag vers l'estuaire de la Gironde (à remonter pour rejoindre Bordeaux), le sous-marin a subi le lancement de deux torpilles par le sous-marin britannique HMS Tigris,. Repérés à temps, les torpilles ont pu être évitées grâce à la contre-mouvement rapide,. Le même jour, le Veniero atteint la base de Bordeaux.
Le 5 décembre, le sous-marin, affecté au groupe "Calvi", part pour sa troisième mission dans l'Atlantique, avec des opérations à l'ouest de l'Ecosse, où il arrive huit jours plus tard. Le 18 décembre, le Veniero a fait sa première victime: ce jour-là, en effet, à 5h15 du matin, le sous-marin a percuté le vapeur grec Anastassia (2 833 tonneaux), unité solitaire du convoi SC 15, l'a immobilisé avec une torpille puis l'a canonné en le réduisant en épave,. Alors que le navire hellénique, irrémédiablement endommagé, a dérivé puis coulé, le Veniero a récupéré 9 ou 10 survivants de son équipage de 27 ou 28 hommes. Toujours le 20 décembre, l'épave du Anastassia a été aperçue à la dérive par une unité britannique, puis a coulé à la position gèographique de 54° 24′ N, 19° 04′ O. Le 26 décembre, le sous-marin fait route vers le retour, mais le lendemain il est attaqué par un avion qui le vise avec deux bombes qui le manquent. Le 2 janvier 1941, le Veniero peut accoster au Le Verdon près de Bordeaux.

### 1941
Le 5 mars 1941, le Veniero, qui fait maintenant partie du groupe "Velella", appareille du Le Verdon à destination de son propre secteur, cette fois à l'ouest de l'Irlande, où il arrive le 13. Six jours plus tard, le sous-marin se met sur les traces d'un convoi - équipé d'une puissante escorte et naviguant vers l'ouest - qui lui a été signalé et qui a accéléré au maximum pour atteindre les navires ennemis, mais il est rattrapé par une panne - non réparable en mer - de l'un des moteurs diesel, alors que l'autre est également dans des conditions précaires. Le commandant Petroni n'a plus qu'à abandonner la poursuite et à entamer la navigation de retour. Mais pendant ce trajet, le Veniero, dans l'après-midi du 23 mars, repère le vapeur danois Agnete Maersk (2 104 tonneaux), une unité isolée du convoi OG 56, et lui lance trois torpilles qui n'explosent pas. Le sous-marin procède donc à la destruction du navire marchand, qui à 16h09 coule avec tout son équipage (28 hommes) à la position géographique de 49° 00′ N, 22° 55′ O,,,,,. Le Veniero  a ensuite repris la navigation sur la route du retour, arrivant alors à Bordeaux.
Fin mai 1941, le Veniero part pour une nouvelle mission dans l'Atlantique et le 30 du mois, au large du cap Saint-Vincent, se lance sans succès contre le destroyer britannique HMS Forester (H74), à la position géographique de 35° 41′ N, 10° 00′ O, subissant sa réaction - le lancement de plus de trente grenades sous-marines - qui, cependant, ne provoque pas de dégâts importants. Le Forester, ainsi qu'un autre destroyer, le HMS Fury (H76), et cinq navires à moteur, avaient quitté Gibraltar à la recherche d'un sous-marin, probablement le Veniero lui-même, repéré la veille par l'aviation alliée à la position géographique de 35° 30′ N, 10° 16′ O. Le 16 juin, à 2h15 du matin, le sous-marin a attaqué le convoi OG 64, protégé d'une importante escorte, et a lancé ses torpilles contre un pétrolier et un transport estimés respectivement à 3 500 et 7 300 tonneaux (ce dernier a été identifié plus tard comme étant le vapeur Ariosto de  2176 tonneaux, qui a été manqué,), endommageant peut-être l'un des deux navires,. Après l'attaque, le sous-marin a été fortement bombardé par des grenades sous-marines, ce qui a rendu impossible la vérification du résultat des tirs. Une fois son autonomie terminée, le Veniero a pris la route du retour et, le 19 juin, a atteint le port français.
Le 8 août, avec le lieutenant de vaisseau Elio Zappetta comme nouveau commandant, le sous-marin quitte Bordeaux pour retourner en Méditerranée. Le 12 du mois, le sous-marin a passé le détroit de Gibraltar et dix jours plus tard, il est arrivé à La Spezia, après avoir également échappé à une attaque d'un hydravion du PBY Catalina,,.
Après son retour en Méditerranée, le sous-marin a passé trois mois au travail à l'arsenal de La Spezia.
Le 19 décembre 1941, parti de Tarente pour une mission de transport de 50 tonnes de provisions à Bardia, le Veniero arriva dans le port libyen juste au moment où l'endroit avait été conquis par les troupes britanniques: le commandant Zappetta s'en rendit compte juste à temps pour s'échapper et retourner à Tarente sans dommage[,,.
Le sous-marin a également effectué 6 missions offensives en Méditerranée, toutes sans résultat,..

### La perte et la découverte présumée
Dans la soirée du 17 mai 1942, le Veniero appareilla de Cagliari pour rejoindre son secteur d'opérations, près des Baléares,,. À 16h25 du 29 mai, le sous-marin a signalé avoir aperçu des unités ennemies et à 23h30, il a lancé un autre message qui n'a pas pu être déchiffré, puis il n'a plus donné de nouvelles à son sujet,,,.
Après la guerre, on apprit qu'au petit matin du 7 juin 1942, un sous-marin italien, naviguant entre Majorque et la Sardaigne, avait été attaqué par un hydravion Catalina, et que vers midi le même sous-marin avait subi une seconde attaque alors qu'il était, de toute évidence endommagé, en surface,. Comme il n'y avait pas d'autres unités italiennes dans cette zone et à cette époque (à l'exception du sous-marin Argo, qui a été attaqué à plusieurs reprises depuis le ciel mais qui a réussi à se désengager au prix de quelques dégâts, frappant également certains des avions attaquants), il a été conclu que le sous-marin en question devait être le Veniero,.
Selon des sources officielles, avec la disparition du sous-marin, le commandant Zappetta, 5 autres officiers et 52 sous-officiers et marins, soit l'ensemble de l'équipage,, ont disparu. Cependant, d'après d'autres sources, il semblerait qu'il y ait eu deux survivants, un second chef et le sergent électricien Gavino Congiu, ce dernier étant décédé en 2009, qui, dans une interview, avait déclaré que le sous-marin avait été torpillé par une unité sous-marine britannique alors qu'il était sur sa trajectoire de sécurité. Cette divergence ne peut s'expliquer, si l'on considère qu'officiellement, après le 29 mai 1942, il n'y avait plus de nouvelles du Veniero et de ses hommes.
Au total, le sous-marin avait effectué 16 missions de guerre (13 offensives - 6 en Atlantique et 7 en Méditerranée -, 2 missions de transfert et une mission de transport, toutes en Méditerranée), couvrant un total de 35 289 milles nautiques (32 202 en surface et 3087 sous l'eau), dont 24 773 en Atlantique (23 091 en surface et 1 682 sous l'eau) et 10 516 en Méditerranée (9 111 en surface et 1 405 sous l'eau), et ayant passé 240 jours en mer,,.
En septembre 2009, lors d'une plongée d'entraînement à seulement 11 mètres de profondeur entre la plage sarde d'Is Arenas et le récif d'Is Benas, à la position géographique de 40° 03′ 22″ N, 8° 26′ 31″ E, des plongeurs ont repéré ce qui, initialement confondu avec un rocher de forme singulière, a été plus tard considéré comme l'épave d'un sous-marin. Si l'on considère que le seul autre sous-marin perdu dans cette zone, le sous-marin allemand (U-Boot) UC-35 coulé pendant la Première Guerre mondiale, faisait un peu plus de cinquante mètres de long, alors que la longueur du Veniero (73 mètres) était plus proche de celle de l'épave présumée, 77 mètres, il semble probable que ce soit cette dernière, bien que l'épave semble être recouverte de béton et endommagée par des tirs d'artillerie, circonstances qui sont difficiles à expliquer. Le 30 juin 2011, les députés Pes, Calvisi et Schirru ont posé une question parlementaire au ministère de la Défense pour récupérer l'épave de l'Is Arenas, également par respect pour les familles des disparus du Veniero. Pour compliquer le mystère, il y a aussi la découverte présumée, par le réalisateur de documentaires Alessandro Beltrame, d'os humains "cimentés".
Une analyse ultérieure de la marine italienne, effectuée en juillet 2011 à l'aide de détecteurs de métaux, a révélé l'absence de masse magnétique sous le ciment, permettant ainsi de vérifier que l'épave n'appartenait pas à un sous-marin (et en effet, étant donné la faible profondeur, il était peu probable qu'une telle épave n'ait pas déjà été retrouvée),.

## Palmarès
| Mission | Date             | Bateau        | Nation      | Tonnage en tonneaux | Notes                           |
| ------- | ---------------- | ------------- | ----------- | ------------------- | ------------------------------- |
|         | 18 décembre 1940 | Anastassia    | Grèce       | 2 883               | convoi SC 15; 9 survivants      |
|         | 24 mars 1941     | Agnete Maersk | Royaume-Uni | 2 104               | convoi OG 56; pas de survivants |
| Total:  | Total:           | Total:        | Total:      | 4 987 tonneaux      |                                 |